# Campeonato Mundial de Piragüismo en Aguas Tranquilas de 1986
El XX Campeonato Mundial de Piragüismo en Aguas Tranquilas se celebró en Montreal (Canadá) en el año 1986 bajo la organización de la Federación Internacional de Piragüismo (ICF) y la Federación Canadiense de Piragüismo.
Las competiciones se realizaron en el canal de piragüismo de la isla Notre-Dame, ubicada sobre el río San Lorenzo.

## Medallistas

### Masculino
| Evento      | Oro                                                                            | Plata                                                                    | Bronce                                                                                        |
| ----------- | ------------------------------------------------------------------------------ | ------------------------------------------------------------------------ | --------------------------------------------------------------------------------------------- |
| K1 500 m    | Jeremy West Reino Unido                                                        | Zsolt Gyulay · Hungría                                                   | Igor Nagayev URSS                                                                             |
| K2 500 m    | Reiner Scholl Thomas Pfrang RFA                                                | András Rajna · Attila Adrovicz · Hungría                                 | Viktor Pusev Serguei Superata URSS                                                            |
| K4 500 m    | Andreas Stähle Frank Fischer André Wohllebe Jens Fiedler RDA                   | Alexandr Motuzenko Serguei Kirsanov Nikolai Shershen Viktor Denisov URSS | Gilbert Schneider Detlef Schmidt Volker Kreutzer Thomas Reineck RFA                           |
| K1 1000 m   | Jeremy West Reino Unido                                                        | Ferenc Csipes · Hungría                                                  | Harry Nolte RDA                                                                               |
| K2 1000 m   | Daniel Stoian Angelin Velea Rumania                                            | André Wohllebe Frank Fischer RDA                                         | Grant Kenny Steven Wood Australia                                                             |
| K4 1000 m   | Ferenc Csipes · Zsolt Gyulay · László Fidel · Zoltán Kovács · Hungría          | Guido Behling Hans-Jörg Bliesener Jens Fiedler Thomas Vaske RDA          | Robert Chwiałkowski · Kazimierz Krzyżański · Grzegorz Krawców · Wojciech Kurpiewski · Polonia |
| K1 10 000 m | Ferenc Csipes · Hungría                                                        | Bernard Brégeon Francia                                                  | Stanislav Boreiko URSS                                                                        |
| K2 10 000 m | Gábor Kulcsar · László Gindl · Hungría                                         | Serguei Korneyevets Viktor Detkovski URSS                                | Daniel Stoian Angelin Velea Rumania                                                           |
| K4 10 000 m | Nikolai Oseledets Grigori Medvedev Serguei Kiseliov Alexandr Akunishnikov URSS | Ionel Constantin Nicolae Feodosei Ionel Lețcae Alexandru Dulău Rumania   | Zsolt Böjti · Tibor Helyi · László Nieberl · Kálmán Petrovics · Hungría                       |
| C1 500 m    | Olaf Heukrodt RDA                                                              | Aurel Macarencu Rumania                                                  | Nikolai Bujalov Bulgaria                                                                      |
| C2 500 m    | János Sarusi Kis · István Vaskuti · Hungría                                    | Viktor Reneiski Alexandr Kalinichenko URSS                               | Ulrich Papke Ingo Spelly RDA                                                                  |
| C1 1000 m   | Aurel Macarencu Rumania                                                        | Ivan Klementiev URSS                                                     | Ivan Šabjan Yugoslavia                                                                        |
| C2 1000 m   | János Sarusi Kis · István Vaskuti · Hungría                                    | Marek Łbik · Marek Dopierała · Polonia                                   | Wolfram Faust Hartmut Faust RFA                                                               |
| C1 10 000 m | Aurel Macarencu Rumania                                                        | Ivan Šabjan Yugoslavia                                                   | Didier Hoyer Francia                                                                          |
| C2 10 000 m | Marek Łbik · Marek Dopierała · Polonia                                         | Dumitru Bețiu Vasile Lehaci Rumania                                      | Arne Nielsson Christian Frederiksen Dinamarca                                                 |

### Femenino
| Evento   | Oro                                                              | Plata                                                                    | Bronce                                                            |
| -------- | ---------------------------------------------------------------- | ------------------------------------------------------------------------ | ----------------------------------------------------------------- |
| K1 500 m | Vania Guesheva Bulgaria                                          | Kathrin Giese RDA                                                        | Yvonne Knudsen Dinamarca                                          |
| K2 500 m | Katalin Povázsán · Erika Mészáros · Hungría                      | Nelli Korbukova Tatiana Chislova URSS                                    | Vania Guesheva Diana Paliska Bulgaria                             |
| K4 500 m | Erika Géczi · Erika Mészáros · Rita Kőbán · Éva Rakusz · Hungría | Nelli Korbukova Tatiana Chislova Andzhela Nadtochayeva Olga Slapnia URSS | Tecla Borcănea Luminița Munteanu Marina Ciucur Anna Larie Rumania |

## Medallero
| Núm. | País        | Oro | Plata | Bronce | Total |
| ---- | ----------- | --- | ----- | ------ | ----- |
| 1    | Hungría     | 7   | 3     | 1      | 11    |
| 2    | Rumania     | 3   | 3     | 2      | 8     |
| 3    | RDA         | 2   | 3     | 2      | 7     |
| 4    | Reino Unido | 2   | 0     | 0      | 2     |
| 5    | URSS        | 1   | 6     | 3      | 10    |
| 6    | Polonia     | 1   | 1     | 1      | 3     |
| 7    | Bulgaria    | 1   | 0     | 2      | 3     |
| 8    | RFA         | 1   | 0     | 2      | 3     |
| 9    | Francia     | 0   | 1     | 1      | 2     |
| 9    | Yugoslavia  | 0   | 1     | 1      | 2     |
| 11   | Dinamarca   | 0   | 0     | 2      | 2     |
| 12   | Australia   | 0   | 0     | 1      | 1     |
|      | TOTAL       | 18  | 18    | 18     | 54    |